# Ópalo de fuego
Ópalo de fuego - Mercanderes del sexo è un film del 1978 diretto da Jesús Franco.
Coprodotto dalla spagnola Tritón Films, dalla Estudio 8 di Lisbona e dalla francese Eurociné, uscì in Spagna nella versione curata del regista. In Francia fu distribuito con il titolo Deux espionnes avec un petit slip à fleurs in una versione voluta dal produttore, molto diversa dall'originale, che include scene addizionali o alternative girate dallo stesso Franco.

## Trama
A seguito di un furto, due amiche inseparabili, Cécile e Brigitte, vengono condannate a un anno di carcere. Cabarettiste, si cimentano in balli e spettacoli di spogliarello sotto il nome di "Duo Lesbo", ma vengono rapidamente trasferite dalla polizia in una prigione americana dove un finto poliziotto, che altro non è che il senatore Connolly, chiede loro di esibirsi per lui, poi offre loro una riduzione di pena in cambio di una missione. Devono infiltrarsi nel Flamingo, un club di Maiorca, per indagare sulla scomparsa di ragazze giovani e famose. Cécile deve, in particolare, monitorare una villa situata di fronte all'hotel dove soggiornerà e scattare foto, che poi consegnerà all'agente Milton, senza informare la sua partner. Ma il duo scopre che il Flamingo non è altro che una copertura per una tratta di schiave sessuali, in cui i dispersi devono prostituirsi. Questa rete è gestita da una certa Madame Forbes che ipnotizza la sua preda con un opale che porta al dito per poi venderla a clienti facoltosi. Quando Cécile cade nelle grinfie dei rapitori, Brigitte non ha altra scelta che salvarla.

## Distribuzione

### Edizioni DVD
La versione originale spagnola è stata pubblicata in DVD dalla Manga Films nel 2006. La versione francese è uscita in VHS nei Paesi Bassi, in lingua inglese, con il titolo Two Female Spies with Flowered Panties, sottotitolata in olandese.